# Шариська Трстена
Шариська Трстена (словац. Šarišská Trstená) — село в окрузі Пряшів Пряшівського краю Словаччини. Площа села 1,85 км². Станом на 31 грудня 2016 року в селі проживало 362 жителі.

## Історія
Перші згадки про село датуються 1345 роком.

## Географія
Протікає річка Трстянка.

## Населення
| Рік:            | 1994. | 2004.    | 2014.    | 2024.    |
| --------------- | ----- | -------- | -------- | -------- |
| Кількість осіб: | 219   | 271      | 341      | 377      |
| Різниця:        |       | +23,74 % | +25,83 % | +10,55 % |

| Рік:            | 2023. | 2024.   |
| --------------- | ----- | ------- |
| Кількість осіб: | 370   | 377     |
| Різниця:        |       | +1,89 % |